# Перо Шкорић
Петар Перо Шкорић (Нови Сад, 18. јун 1969) бивши је југословенски и српски фудбалер.

## Биографија и каријера
На почетку фудбалске каријере играо је за новосадску Војводину. Једну сезону је наступао за Спартак из Суботице. У два наврата је наступао за Војводину. Потом је прешао у Немачку почетком 1990-их. Прво је играо за Бамберг, да би затим потписао за Карлсруе у сезони 1993/94. Међутим, никада није играо у Бундеслиги, потписао је за Бајројт у Бајернлиги 1994. године, где је постигао пет голова у 41 наступу у две године. У сезони 1996/97. прешао је у регионални клуб Вајсмајн, да би након само шест месеци прешао у Дармштат 98, са којим је на крају сезоне испао у Оберлигу. Уследило је потом неколико нижеразредних немачких клубова за које је играо.
Са младом репрезентацијом Југославије постао првак света на Светском првенству за младе у Чилеу 1987.